# Horst Siebecke
Horst Siebecke (* 1921; † Juli 2005) war ein deutscher Fernsehreporter und Schriftsteller.
Siebecke war langjähriger Mitarbeiter des Bayerischen Rundfunks und Herausgeber zahlreicher Schallplatten zur Zeitgeschichte, auf denen er auch als Sprecher fungierte.
Horst Siebeckes Schallplatte des Jahres 1959 erinnerte an das Busunglück von Lauffen.